# Distretto di Catanzaro
Il distretto di Catanzaro fu una suddivisione amministrativa, prima, del Regno di Napoli e, poi, del Regno delle Due Sicilie. Dal 1806 e fino alla fine del 1816, fu subordinata alla provincia di Calabria Ulteriore; successivamente e fino alla sua soppressione nel 1860, costituì un distretto della provincia di Calabria Ulteriore Seconda.

## Istituzione e soppressione
Fu costituito nel con la legge 132 del 1806 Sulla divisione ed amministrazione delle province del Regno, varata l'8 agosto di quell'anno da Giuseppe Bonaparte. Con l'occupazione garibaldina e l'annessione al Regno di Sardegna del 1860, l'ente fu soppresso.

## Suddivisione in circondari
Il distretto era suddiviso in successivi livelli amministrativi gerarchicamente dipendenti dal precedente. Al livello immediatamente successivo, infatti, individuiamo i circondari, che, a loro volta, erano costituiti dai comuni, l'unità di base della struttura politico-amministrativa dello Stato moderno. A questi ultimi potevano far capo i villaggi, centri a carattere prevalentemente rurale.
I circondari del distretto di Catanzaro, prima della soppressione, ammontavano ad undici ed erano i seguenti:
- Circondario di Catanzaro
- Circondario di Soveria
- Circondario di Cropani
- Circondario di Taverna
- Circondario di Tiriolo
- Circondario di Borgia
- Circondario di Squillace
- Circondario di Gasperina
- Circondario di Chiaravalle
- Circondario di Davoli
- Circondario di Badolato